# 贾庆林
贾庆林（1940年3月8日—），河北泊頭人，中國共產黨和中华人民共和国政治人物，原正国级领导人。第十四届至十七届中共中央委员，第十五届至十七届中共中央政治局委员，第十六、十七届中共中央政治局常委。第十、十一届全国政协主席兼全国政协党组书记。

## 生平

### 早年经历
1940年3月贾庆林出生于河北省交河县郝村镇贾庄村一个农民家庭（新华社早期资料也称生于山东青岛），早年曾先后在石家庄工业管理学校和河北工学院电力系学习。高级工程师。1959年12月加入中国共产党。
1962年大学毕业后，他被分配到第一机械工业部工作，并长期在重工业企业部门工作。进入“一机部”后，贾庆林曾历任设备成套总局技术员、团委副书记，办公厅政策研究室技术员，产品管理局负责人等职务。文革期间，他还曾被下放到“一机部”在江西奉新的五七干校劳动。
前中共中央总书记江泽民也曾长期在“一机部”及其下属单位工作。和贾庆林几乎同时代的中共高级领导人，如李岚清、羅幹、曾培炎等人，也都是从“一机部”转而日后进入中共政坛的。
改革开放以后，国务院成立了国家进出口管理委员会；贾庆林就被安排到这个委员会和“一机部”双重领导的中国机械设备进出口总公司担任总经理。1983年，他又出任太原重型机器厂厂长。

### 进入政坛
贾庆林的人生转折发生在1985年。这一年，45岁的贾庆林由太原重型机器厂负责人的岗位上，被提拔为中共福建省委副书记。此后，他历任中共福建省委组织部部长、党校校长、省直机关工委书记，代省长、省长，省委书记等职。1996年，时任北京市市长李其炎因涉及陈希同案被调离，贾庆林获推荐，出任北京市市长；一年后，又接任市委书记的工作，并在中共十五届一中全会上，当选中共中央政治局委员，成为党和国家领导人。1999年10月1日，贾庆林主持了首都各界庆祝中华人民共和国成立50周年大会。在贾庆林担任北京市委书记期间，北京市成功于2001年7月13日获得第29届奥林匹克运动会主办权。
2002年11月，62岁的贾庆林在中共十六届一中全会上当选中共中央政治局常委（排名第四），进入最高领导层。在次年3月召开的第十届全国政协一次会议上，贾庆林接替李瑞环出任全国政协主席，主管统一战线工作，协助分管台湾工作，中央对台工作领导小组副组长。并于2008年3月，获得连任。
2012年11月15日，72岁的贾庆林在中共十八届一中全会后卸任中共中央政治局常委，并在2013年3月卸任全国政协主席退休，其职务由新当选的中共中央政治局常委俞正声接任。

## 讲话和文章
- 《在纪念薄一波诞辰100周年座谈会上的讲话》（2008年1月28日）
- 《在中国特色社会主义道路上不断完善和发展中国共产党领导的多党合作和政治协商制度》2009年11月第21期《求是》杂志
- 《坚定不移走中国特色解决民族问题的正确道路》2010年12月16日第24期《求是》杂志

## 荣誉

### 外国勋章奖章
- 一级自由勋章（老挝，2008年12月1日于万象颁发[7]）

## 爭議

### 遠華案爭議
台灣中央通訊社称，赖昌星表示贾庆林在福建省任一把手时，收过他送的礼物，但他一直没有让贾庆林帮忙。贾庆林是否涉远华案，官方一直都没有作出回应，远华走私案爆发后，江泽民曾多次亲自过问案件审理情况，在外界纷纷对贾庆林提出质疑的时候，江泽民亲自到北京辖区考察，公开表达支持贾庆林，同时，让贾庆林的妻子林幼芳接受凤凰卫视专访，她在专访中亲口否认与厦门远华走私案有关，称自己根本不认识赖昌星，同时否认与贾庆林离婚的传闻。但媒体称林幼芳在公开撒谎，因为赖昌星的远华集团大量从事或合法或非法进出口业务不可能与福建省主管外贸的机构没有来往，而当年林幼芳正是福建省外贸局党委书记。对于林幼芳的言论，赖昌星表示无奈。他回应说：「她怎麼可能不认识我？我曾帮她与一个姓庄的合作伙伴担保一个生意，包括厦门的一块地，当时林幼芳还很感谢我。」2002年贾庆林在当选为中共中央政治局常委后，英国广播公司在贾庆林的简历中称他的妻子涉及一起贪腐传闻，但贾庆林当时受到江泽民的保护。分析人士认为贾庆林能进入政治局完全是江泽民游说的结果，贾庆林被视为江泽民的利益代言人。

### 官商勾結爭議
2014年4月，香港《苹果日报》报道称一名從彭博社被迫離職的新闻編輯爆料贾庆林絕非廉潔之輩，称贾庆林家族持有中国商人王健林的萬達集團股份。2013年有消息称彭博社主編溫以樂因擔心在中国的業務受影響，拿掉了一篇關於王健林與中共高層官員財務往來的調查報道。

### 關押監獄爭議
台湾《自由时报》和美国之音引述相关消息称贾庆林于2014年7月10日凌晨被驻华北的中国人民解放军第38集团军带走，被关押在内蒙古呼和浩特市的一所监狱。中央社的消息称中共中央宣传部7月11日下令，将網上有關賈慶林及郭伯雄涉貪被查的相關傳聞统统删除。同年9月30日，中国官方举行中华人民共和国建国65周年庆典，贾庆林出现在了《新闻联播》的视频里，这对贾庆林被抓的传言起到了一定的驳斥。

## 轶事趣闻
据《澳洲日報》报道，在2013年中国全国人大閉幕式的主席台上，即将卸任的全国政協主席賈慶林閉目養神，一改往日在主席台上的風格，打起唿嚕，坐在他左邊的吳邦國先后兩次推醒他，讓他用濕面巾擦擦臉。坐在他右邊的新当选的政協主席俞正聲則替賈打開杯蓋，示意他喝口茶提提神，以免有失體統。
2022年4月，上海因新冠肺炎疫情嚴格封控，近日隨著確診數下降，官方也稱已實現社會面清零，但昨日上海又傳出，在封控區的範圍外又發現了58例確診感染病例。而微博上瘋傳賈庆林的照片來以谐音諷刺中共官方的「假清零」。

## 家庭成员
- 妻子：林幼芳，馬來西亞歸僑，曾任福建外贸局党委书记[16]。
- 女儿：贾蔷。
  - 女婿：李伯潭，北京昭德置业董事长。
    - 外孙女：李紫丹（Jasmine Li，1992年11月－），斯坦福大学毕业生。2009年11月29日，李紫丹在巴黎参加第19届年度巴黎成人礼而被媒体关注[20][21]。 纽约时报报道， 李柏檀与一万达股东之间也联系紧密。 [22]李紫丹曾牽涉於2016年的巴拿馬文件洩漏事件。
- 長子：賈建國（Richard Jia），全家都為澳洲公民[23]。
- 兄弟：贾发林，河北泊头人，曾任沧州市委常委，市宣传部部长，沧州经济开发区党工委书记。